# 海の底のピアノ
『海の底のピアノ』（うみのそこのピアノ）は、井上敏樹による日本の小説。2014年2月7日に朝日新聞出版から発売された。

## 概要
井上敏樹による初のオリジナル小説。8か月間で執筆された。「脚本家はものを書き続けなきゃいかん！」と特に出版のあてもなく書いたところ、作家の川上弘美に原稿が見つかり「これ出さなきゃダメよ！」と叱られて出版することになった。元は3倍以上の長さがあったが、井上曰く「短くして良くなった」という。
テーマは「この世に生きていけないタイプの人間の救済の話」であり、物語の構造的・骨格的には仮面ライダーといってもいいと井上は語っている。本作を執筆するにあたって井上は、色々な曲を聴き、調律の専門書やラフマニノフの自伝を読み、ピアノの製造過程を勉強し、音楽大学の入学手続きの資料を取り寄せ、ピアニストにも読んでもらった。また、文章に「…のだ」の文体が使われていない。これはストーリーがドラマチックであるため、文章もドラマチックにならないようにしたためである。

## あらすじ
幼い頃に誘拐され性的虐待を受けて育った水雪は母親からピアノの英才教育を受けて育った和憲と出会う。次第に惹かれあっていく2人だったが…。

## 登場人物
水雪（みゆき）
主人公。1歳を少し過ぎた頃に誘拐され、地下に監禁されたまま成長した。15歳の時に監禁室から逃げ出し、児童養護施設に引き取られた。高校卒業を目前にして施設を出て、一人暮らしを始める。生まれつき味覚がないが、物体が発する音を聴き取ることができる。生物が発する音と同じ振動を自分の中で練り上げ、生物と共振させることで心臓を破裂させる力を持つ。
和憲（かずのり）
もう一人の主人公。ピアノの英才教育を受けて育った。音楽大学に通っている。
鈴子
和憲の母。和憲にピアノの英才教育を施す。
水雪の母
ドラッグストアで買物をするため少し目を離した隙に水雪を誘拐され、その3年後に駅のホームから落ちて死亡した。
ゴムマスクの男
水雪を長年にわたって監禁し、性的虐待を行った。
イノグチ
和憲のピアノの教師。他の教師たちに見られるような鈴子の顔色を窺うような所がなく、鈴子もイノグチに対しては敬意を払っていた。オサムシの標本を集めるのが趣味で、和憲に標本の作り方を教えたが、鈴子にばれて首になった。
施設長
児童養護施設の施設長の女性。若い頃から長年にわたって様々な児童問題に関わってきた。何冊もの本を著し、社会的な尊敬を集める権威だった。
ひとみ
児童養護施設の心理担当療養職員。水雪から慕われていたが約束を破ったため、水雪の力で殺された。
綱川
児童養護施設を任されている住み込みの指導員。児童に変態的な罰を加えていたことが発覚し、首になった。
キクシマ
児童養護施設で育った。成績優秀で将来を渇望されていた。高校を中退して働いている。
ムーミン
児童養護施設で育った。キクシマの同級生。あだ名の由来はムーミンにそっくりだから。中学卒業と同時に施設の斡旋で自動車修理工場に就職した。
ミルク
児童養護施設で育った。キクシマとムーミンのひとつ年下。あだ名の由来はミルクが好きだから。中学卒業と同時に施設の斡旋で老舗の料理屋に就職した。脳腫瘍で病院に入院していたが、水雪の治療で快方に向かった。
砂田
和憲が通う音大の教授。若い頃に名ピアニストとして国際舞台で活躍し、引退後は生徒の才能を伸ばす名伯楽として知られている。
ナナ
和憲と同じピアノ科の2年生で、同じ砂田教授の門下生。アンサンブルの授業で和憲の連弾の相手をしている。
シノハラ
和憲と同じピアノ科の2年生で、同じ砂田教授の門下生。グレン・グールドの真似をして1年中厚手のコートを着込んで首にマフラーを巻き唸り声を上げながらバッハを弾いたり、スヴャトスラフ・リヒテルの真似をして亀を散歩させたりと、ピアノ科の中でその変人ぶりで有名。
キタノ
和憲と同じピアノ科の2年生で、同じ砂田教授の門下生。演奏をしないことで有名で、このままでは留年確実との噂だった。以前自衛隊にいたことがある。
スズキ
和憲が通う音大の調律科を卒業し、ピアノ制作会社で働いている調律師。東京出身だが「生きやすい」という理由で関西弁を使っている。「無人のピアニストに出会い、神のためにピアノを調律する」という夢を持つ。自分は和憲の未来だと和憲に告げ、自殺した。
イグナーツ・ニレジハージ
砂田と親交のあるハンガリー出身のピアニスト。19世紀の浪漫主義を今に復活させたピアニストとして知られ、物語性のある演奏には熱狂的なファンが多かった。
華恋
水雪のバイト先のクラブ『窓』のホステス。客のセンセイと付き合っていたが、センセイを刺して行方不明になった。
琴、亜飛夢（アトム）
『窓』のホステス。
センセイ
『窓』の客。医者。水雪と関係を持ったことが華恋にばれて刺された。
宗方
ホームレスの老人。図書館で『失われた時を求めて』を読み続けている。河川敷で暮らしているが、豊かな食生活を送っている。
別れた妻が財産を残して自殺し、しばらくして宗方も癌で亡くなった。水雪にクルーザーと財産の一部を譲り、ゴムマスクの男かもしれない三人の情報を残した。
ヒラオカ
マンホールの蓋を愛してやまない同好の士の集まりである『下を向いて歩こう』の会長。珍しいマンホールの蓋を探す旅の途中で和憲と出会い、『下を向いて歩こう』の会合に招待する。
須藤
マンホールの蓋を作っている鉄工所の社長で、『下を向いて歩こう』の特別最高顧問。鉄色の手と顔が特徴。22歳の時に強盗致傷罪で懲役6年の執行猶予付き判決、25歳で強制猥褻の罪で懲役1年の実刑判決を受けた。出所後父親の死を受け、鉄工所を継いだが2年後に倒産。33歳の時に現在の会社を起こした。
ノラを襲おうとした所を水雪に阻まれ殺された。
赤沼
自動車教習所の指導員。臨月間近に交通事故で亡くなった母親の死体から産まれ、駄菓子屋を営む祖母の手で育てられた。幼い頃から運が良く、当たり付きの駄菓子や懸賞によく当たった。高校を卒業後、会社を転々とし、25歳の時に自動車教習所の指導員になった。ひとつ年下のインテリアデザイナーの生徒と結婚したが、赤沼が不妊症だったため離婚。その後、幼女を襲っていたが水雪に殺された。
ジャム
赤沼が小学2年生の夏に知り合ったひとつ年下の女の子。学校でも町でも有名なお嬢様で、町で一番の豪邸に住んでいる美人。「ジャム」というあだ名は赤沼が密かに付けたもので、生まれて初めて食べた駄菓子が梅ジャムだったから。
ノラ
和憲がアルバイトをしているコンビニに毎日のようにやって来る万引きの常習犯の女の子。常に赤いランドセルを背負っていて、猫のようにすばしこい。
一ノ瀬
大学教授。34歳の時に性的児童虐待の罪で起訴されたが、逮捕した警官が公判中に性的児童虐待の現行犯で捕まった事もあり無罪になった。無罪とはいえ新聞沙汰になったために、助教授として勤めていた有名大学から地方の大学に転任した。その後性的児童虐待を繰り返し、5つの大学を転々とした。53歳の時に現在の大学に就任して以来5年間は罪を犯していなかった。自殺未遂の経験があり、抵抗もなく水雪に殺された。

## 曲目
作中に登場した曲目の一覧
チャイコフスキー『ピアノ協奏曲第1番』
鈴子が和憲を出産後、退院してすぐに行った儀式で流した曲。
ピアポント『ジングルベル』
和憲の最初のレパートリー。
『さくらさくら』
和憲の最初のレパートリー。また水雪が施設に入ったばかりの頃、施設長からリコーダーで教わった曲。
ドビュッシー『2つのアラベスク』
和憲が4歳の頃、格闘していた曲。
ドビュッシー『マズルカ』
和憲が小学3年生の頃、コンクールの予選で弾く予定だった曲。
バッハ『フーガハ長調BWV952』
和憲が小学3年生の頃、コンクールの本選で弾く予定だった曲。15歳の時に出場したコンクールの予選では完璧に弾きこなした。
ショパン『ノクターン』
小学6年生の頃、鈴子にピアノから離れるように言われていた和憲が学校の音楽の授業で弾いた曲。また、水雪が地下の監禁室で生まれて初めて聴いた曲でもある。
ショパン『エチュード第2番イ短調』
和憲が15歳の時に出場したコンクールの本選で弾き、優勝した曲。
ショパン『エチュード第8番ヘ長調』
和憲が砂田との最初の個人レッスンで弾いた曲。
ショパン『子犬のワルツ』
和憲が5歳の時に覚えた曲で、砂田との個人レッスンで弾かされていた曲。
バッハ『ゴールトベルク変奏曲』
ナナの引っ越し祝いの飲み会でシノハラが弾いた曲。グールドの真似をして唸り声を上げながら呟くようなテンポで弾き、時々ジャズ風のアレンジを加えた。
ラフマニノフ『ピアノ協奏曲第2番』
ナナの引っ越し祝いの飲み会で和憲が弾いた曲。
ラフマニノフ『ピアノ協奏曲第3番』
ニレジハージの特別授業でナナが弾いた曲。
バラキレフ『イスラメイ』
ニレジハージの特別授業で和憲が弾いた曲。
ベートーヴェン『皇帝』
ニレジハージの特別授業でキタノが弾いた曲。
ベートーヴェン『エリーゼのために』
自殺する仕掛けを作る前にスズキが弾いた曲。
ブラームス『ハンガリー舞曲第21番』
スズキから部屋の外に出るように言われた和憲が頭の中で演奏した曲。
ラヴェル『水の戯れ』、マクダウェル『森のスケッチ』
一人暮らしを始めた和憲が練習していた曲。
モーツァルト『ピアノ・ソナタ第15番ハ長調』『ピアノ協奏曲第20番』、ベートーヴェン『月光』『ピアノ協奏曲第1番』、ショパン『スケルツォ第2番変ホ長調』『木枯らし』、グリーグ『風の精』『小川』、シベリウス『樅の木』、シューマン『協奏曲』、リスト『ハンガリー狂詩曲第2番』『風景』『幻影』『英雄』『雪嵐』、プロコフィエフ『ピアノ協奏曲第3番』、ファリャ『スペインの庭の夜』、クライスラー『愛の悲しみ』、ラヴェル『夜のガスパール』
和憲がピアノをやめる前に弾いた曲。

## 書評
単行本の帯に川上弘美は「絶望的に美しい」という推薦文を寄せ、東映プロデューサーの白倉伸一郎は「私たちは胎内から生まれ、いつしかその胎へと戻る。そこは空洞か、それともきらめく海の底なのか」という推薦文を寄せた。
評論家の宇野常寛は「井上敏樹の退屈だけが文学として機能する」という推薦文を寄せ、「『555』で描いて、そして10年間放置していたものにようやく再びアプローチした作品だと思う。要するに乾巧のように夢もなく、ただ滅ぶだけの存在からこの世界がどう見えるのかということ。そして言ってみれば、あれから10年経ってオルフェノクのようにしか生きられない人々と、本質的には決して何も起こらない世界の組み合わせから何が出てくるのかを最後まで追求した作品だと思う。今の井上敏樹という作家にとって、いかに『アギト』と『555』が特別な位置にある作品かを痛感させられる。」と評している。
脚本家の島田満は「ひとは醜悪でいびつで孤独な生きものだけど、それでも生きていることは優しくて暖かい…という気持ちになった。」と評している。
俳人の小澤實は「作品世界の大きさと異様さとに圧倒された。作品内に拉致されたような体験は久しぶり。」と評している。
俳優の村上幸平は「（前略）数日前には読み終えたのですが、読後の虚無感、喪失感、脱力感に囚われてぼ～っとしちゃって何のやる気も起きなかった。海の底のピアノが放つ切なすぎる余韻に絶望的に美しい残響に浸っていた。（中略）壮絶な破滅の物語だった。しかし儚い美しさが心に沁みる。とにかく井上敏樹を惚れ直した！！！大好きでよかった！！！尊敬していてよかった！！！そんな気分になった本です！」とブログで綴った。